# 珊瑚嶺
77°34′S 163°26′E / 77.567°S 163.433°E
珊瑚嶺（英語：Coral Ridge）是南極洲的山嶺，位於維多利亞地，海拔高度330米，處於弗里克塞爾湖和探險家灣之間，由美國地質調查局研究隊命名，現時由南極條約體系管理。